# 파라다이스TV
파라다이스TV(일본어: パラダイステレビ)은 리레 주식회사(일본어: リーレ株式会社) 가 운영하는 일본의 24시간 성인방송 채널이다. 1998년부터 방송을 시작한 채널이다.